# Atomaria fimetarii
Atomaria fimetarii är en skalbaggsart som först beskrevs av Fabricius 1792.  Atomaria fimetarii ingår i släktet Atomaria, och familjen fuktbaggar. Arten är reproducerande i Sverige.